# Dammschutz

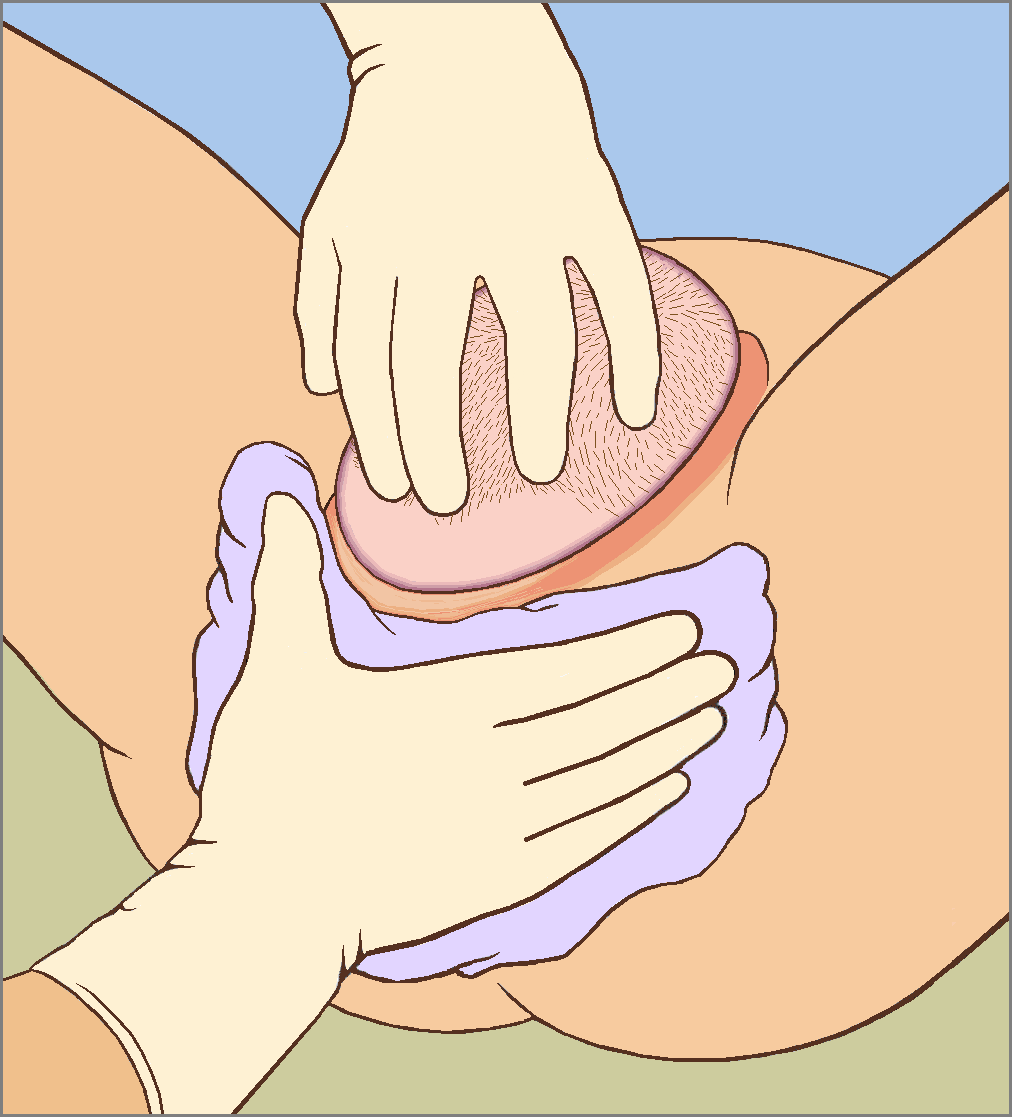
Dammschutz bei der Geburt

Als Dammschutz bezeichnet man eine geburtshilfliche Maßnahme, um das Dammgewebe bei der Geburt des kindlichen Kopfes vor dem Einreißen (Dammriss) zu bewahren bzw. das Ausmaß der Verletzung möglichst gering zu halten.
Die Hebamme (oder der Geburtshelfer) stützt, sobald der Kopf das Dammgewebe dehnt, dieses mit ihrer einen Hand. Die andere Hand liegt auf dem kindlichen Kopf und reguliert dessen Durchtrittsgeschwindigkeit (sog. Kopfbremse). Gleichzeitig wird die Gebärende zu einem langsamen, wohldosierten Mitschieben angeleitet. So kann der Kopf langsam über den Damm geboren werden, welcher somit genügend Zeit hat, sich zu dehnen.
Vorbereitend für den Dammschutz kommen vielerorts auch warme Dammkompressen zum Einsatz. Die Wärme erhöht die Elastizität des Dammgewebes.